# Origin-12半自動霰彈槍
Origin-12是一款由美國Fostech戶外用品生產的彈匣供彈式半自動戰鬥霰彈槍，以其極高的射速而聞名。Origin-12跟Saiga-12和Vepr-12一樣，都是採用AK樣式的槍機系統。

## 設計
Origin-12部份設計衍生自本身基於AK系統的Saiga-12。為了提高準度，Origin-12具備一個大型拋殼口，以及可調節的導氣系統。為了提高可靠性，該槍採用專用的可拆式彈匣供彈。與Saiga-12相比，後者的彈匣被形容為其“最脆弱的連接點”。Origin-12的機匣蓋和前端均以聚合物製成，這有助於減低重量。該槍的上機匣為可拆除部件，這容許用戶從標準型和短槍管型之間進行切換。該兩種型號都能夠安裝由SilencerCo生產的SALVO抑制器。

## 衍生型
- Origin 12 SBV（Short Barrel Variant；短管衍生型）——Origin-12的一種衍生型，該型號於2019年停產。由於美國菸酒槍炮及爆裂物管理局宣佈它為一種標題II武器（英语：Title II weapons），所有未注冊人士擁有該槍會違反國家槍械法（英语：National Firearms Act）。作為回應，Fostech容許所有已購買SBV型的用戶將槍枝寄回原廠，然後換上短槍管或全尺寸槍管[4] 。
- Origin 12 SBS（Short Barrel Shotgun；短管霰彈槍）——配備9.75英寸（248 mm）短槍管和摺疊式槍托的衍生型，在摺疊狀態時長度跟烏茲衝鋒槍相若[3]。
- Origin 12 SABS（Semi-Automatic Breaching Shotgun；半自動破門霰彈槍）— 破門用衍生型，被國家槍械法歸類為任何其他武器（英语：Any Other Weapon）[5]。

## 登場作品

### 電子遊戲
- 2015年——《虹彩六號：圍攻行動》：命名為“FO-12”，預設配備9.75寸槍管及以10發彈匣供彈。由波蘭行動應變及機動組幹員Ela所使用。
- 2019年——《決勝時刻：現代戰爭》：命名為“Origin 12 Shotgun”，預設配備9.75寸槍管及以8發彈匣供彈。戰役模式中由巴可夫部隊的重裝盔甲所使用，聯機模式中則作為解鎖武器登場，並可作定製改裝。
- 2023年——《決勝時刻：現代戰爭III 2023》：命名為“HAYMAKER”。